# Сызранский драматический театр имени А. Н. Толстого
Сызранский драматический театр имени Алексея Николаевича Толстого — драматический театр в Сызрани, расположенный по адресу: ул. Советская, д. 92.

## История театра
Театр появился в Сызрани ещё в XIX веке. Тогда, в 1870-х годах, на средства купца Ивана Соболекова был построен летний театр «Эрмитаж», куда привозили постановки известных режиссёров того времени. В этом театре выступали как заезжие труппы, так и отдельные исполнители. На сцене театра «Эрмитаж» сызранцы могли видеть знаменитых русских актёров: Леонида Собинова, братьев Адельгейм, Екатерину Гельцер, Николая Радина, Павла Орленева, Екатерину Корчагину-Александровскую. 
Своего стационарного театра с постоянной труппой в городе не было, и хотя эта идея постоянно обсуждалась, до 1918 года театр так и не возник.
24 октября 1918 года на заседании Сызранского исполкома совета народных депутатов было принято решение об открытии Рабоче-крестьянского дома с пролетарским театром. Он разместился в двухэтажном особняке бывшего городского головы Синявского. В Сызрани была создана своя театральная труппа, возглавил её актёр Глеб Ротов (по другим данным — Ростов). 26 декабря 1918 года постановкой пьесы А. Островского «Лес» был открыт Сызранский театр.
В 1937 году президиум Сызранского городского Совета в связи со сложившейся экономической ситуацией постановил передать здание Летнего театра амбару для складирования хлеба, так драматический театр в городе на несколько лет прекратил существование. Возрожден был в 1943 году. 
В театре работали Борис Карыгин, Евгений Ткачук, Алексей Серебряков.

## Некоторые постановки прошлых лет
- 1943 — «Любовь Яровая»[2]
- 1945 — «Васса Железнова»
- 1954 — «Сомов и другие»
- 1959 — «Захарова смерть» Неверова
- 1998 — «Встать! Смирно! На пле-чо!..» по В. Славкину.реж. В.Курочкин
- «Сирано Де Бержерак» реж. В.Курочкин
- 1998-99гг «Событие» Набокова. Постановка Олега Шахова
- 2007 — «Гроза» А. Островского, режиссёр Денис Кожевников, премьера 12 октября
- 2008 — «Старомодный коктейль» Вина Дельмар, режиссёр В. А. Курочкин
- 2008 — «Облако, похожее на дельфина» Ю. Клавдиева, режиссёр Валентин Цзин
- 2008 год — «Лес» А. Н. Островского, режиссёр А. Ермолин
- 2009 год — «Сильвия» А. Р. Герни, режиссёр В. Курочкин
- 2009 год — «Дуэнья» Р. Б. Шеридан, режиссёр Ю. Сулейманов.